# Verdín
Verdín es un licor con sabor a anís y yerbabuena propio del estado mexicano de Tabasco. La yerbabuena le confiere el particular color verde que le da nombre.
- Datos: Q6160575